# Flora de Tuxtla Gutiérrez
La vegetación tuxtleca se caracteriza por tener una temporada de sequía bien definida y prolongada. La mayoría de la vegetación, especialmente del valle, es de "Selva baja caducifolia". El otro tipo de vegetación de las áreas municipales es la "Selva alta o mediana subcaducifolia".
La selva alta o mediana magsubcaducifolia, se encuentra en los lugares más húmedos del municipio, como vegas de corrientes de agua, cañadas y en profundas barrancas. Los árboles crecen hasta los 25-30 metros de altura. La mitad de la población de árboles altos se deshojan en la temporada de sequía (febrero-mayo).
La selva baja caducifolia, se encuentra en los espacios abiertos del municipio. Los árboles normalmente no superan los 8-15 metros de altura. Casi la totalidad de la población de árboles y arbustos pierden sus hojas en sequía (noviembre-mayo).

## Especies nativas

### Árboles de mayor altura
Amate, aceituno (Simarouba glauca), Aiguné (Zuelania guidonia), aguacatillo (Nectandra globosa), cacho de toro (Bucida macrostachya), árbol camarón (Alvaradoa amorphoides), canelo (Calycophyllum candidissium), capulín (Trema micrantha), castaño (Sterculia apetala), cedro (Cedrela odorata), chicozapote (Manildara achras) (Achras zapota), chucamay (Styrax argenteux), guaje (Leucaena collinsii), guaje blanco (Albizzia caribaea), guanacaste (Enterolobium cyclocarpum), guayabillo (Psidium sartorianum), jocotillo (Astronium graveolens), lanta (es el sospó silvestre), matilisguate (Tabebuia rosea) (Tabebuia pentaphylla), mora (Chlorophora tinctoria), mulato (Bursera simaruba), nambimbo (Ehrethia tinifolia), pajarito (Cordia allidora), Ceiba pentandra (pochota), primavera (Cybistax donnell-smithii) (Roseodendron donnell-smithii), sospó (Pseudobombax ellipticum), totoposte (Licania arborea), zapote colorado (Pouteria zapota), zapote negro (Diospyros nigra), madrecacao (Cacahuance).

### Árboles de menor altura
Anona (Annona reticulata), brasil (Haematoxylon brasiletto), chincuya (Annona purpurea), cuajilote (Parmentiera aculeata) (Parmentiera edulis), cuaulote (Guazuma ulmifolia), caobilla (Swietenia humilis), cuchunuc (Gliricidia sepium), copales (Bursera bipinnata) (Bursera diversifoliua) (Bursera excelsa), cupapé (Cordia dodecandra), Flor de mayo (Plumeria rubra), guaje (Leucaena collinsii), guajpó (Heliocarpus reticulatus), guamúchil (Pithecellobium dulce), guanábano, guaya (Talisia olivaeformis), jazmín del istmo (Bourreria huanita), jobo (Spondias mombin), jocote (Spondia purpurea), maluco (Genipa americana), matzú (Cordia dentata), mezquite (Prosopis juliflora), motmot (Ceiba aesculifolia), nanche, morro (Crescentia cujete), papausa (Annona diversifolia), papayo (carica papaya), pito (Erythrina goldmanii), pumpushuti (Chochlospermun vitifolium), quebracho (Acacia milleriana), ramón colorado (Trophis racemosa), rompezapato (Bumelia celastrina), sasafrás (Bursera graveolens), taray (Eysenhardtia adenostylis), tepeguate (Lysiloma sp.), tincuí (Gyrocarpus americanus), tzatzupú (Sapindus saponaria).

### Arbustos
Aguaná (Gymnopodium floribundum var. antigodes), achiote (Bixa orellana), akits o "coyol de obispo" (Thevetia ahouai), barba de mantel (Bauhinia divaricata), capulín (Muntingia calabura), candox (matilimí) (Tecoma stans), chinchemalinche (Caesalpinia pulcherrima), chaya de Castilla (Cnidoscolus chayamansa), chirca (Thevetia peruviana), cinco negritos (Comocladia guatemalensis), cojón de cochi (Stemmadenia mollis), convulí (Thevetia ovata), piñón (o cuipú) (Jatropha curcas), flor de Nochebuena, huitumbillo (Ardisia escallonioides), huisache (Vachellia farnesiana), ishcanal (Acacia collinsii), nancerol (Malpighia mexicana), patzipocá (Cassia skinneri), arbusto piojo (Hippocratea excelsa), punupunú (Euphorbia leucocephala), ziqueté (Bonellia macrocarpa), sosa (Solanum torvum), timbrillo (Acacia angustissima), zumaquí (Sagereretia elegans), patzipocá (Cassia skinneri), petsjoyó (Galphimia glauca), Masú (Cordia dentata) (llamada nanguipó por los zoques), sicqueté (Jacquinia aurantiaca).

### Hierbas

Cardosanto.

Ala de ángel (Begonia corallina de lucerna), árnica (Tithonia diversifolia), alantana (Lantana camara), albahaca cimarrona (Ocimunmicranthun), bledo (Amaranthus hybridus), cihuapatle (Pluchea odorata), cambray (Cosmos sulphureus), campanita de ángel (Turnera ulmifolia), cardosanto (Argemone mexicana), coralillo (Hamelia patens), cosmos (Cosmos bipinnatus), chichigüita (Solanum mammosum), Cempasúchil, chipilín (Crotalaria longirostrata), epazote (Chenopodium ambrosioides var. ambrosioides), hierba golondrina (Euphorbia hirta), hierba del cargapalito (Psychotria erythrocarpa), hierba del perro (Calea urticifolia), hierba del pollo (Commelina sp.), hierba del zorro (Petiveria alliaceae), hierba santa (Piper auritum), lanté (Plantago major), lágrimas de María o "estrella de Belén" (Hippobroma longiflora), llantén (Catharantus roseus), malvón, maravilla (Miriabilis jalapa), peludillo (Turnera diffusa), platanillo (Heliconia humilis), pojancopac (Euphorbia dentata), quiebramuela (Asclepias curassavica), mocseté (Lantana camara), sensitiva, siempreviva (Gomphrena decumbens) (Gomphrena globosa), hierba tasajo (Capraria biflora), tempenchile o timpinchile (Capsicum frutescens var. baccatum), un pie (Elytraria imbricata).

### Bejucos
Canoita (Pithecoctenium crucigerum) (Pithecoctenium echinatum schum), cepillo (Combretum fruticosum) (Combretum farinosum), condúa (Gonolobus sp.), chichicaste (Gronovia scandens), choreque (Ramirezella strobilophora var. burseri), guaco (Aristolochia anguicida), jícamo (Pachyrrhizum erosus), lazo de amor o "capitán lila", lija (Petrea volubilis), manto (Ipomea learií), nanchibejuco (Celtis iguanaea), ojo de venado (Mucuna argyrophylla), pitahaya (Selenicereus undatus), puyú o " rosario" o "bellísimo" (Antigonon leptosus), puyuí (Ipomoea triloba), tunuc (Antigonon guatemalense), tumbacaballo (Turbina corymbosa), yumí (Dioscorea cymosula), pájaro bobo (Ipomoea carica).

## Otras plantas
Quequeshte (mafafa) (Xanthosoma roseum), flor de candelaria (Cattleya skinneri) (Laelia superbiens), flor de mayo (Plumeria rubra), pituti (Lasiasis divaricata), piñuela (Bromelia karatas), maguey tuxtleco (Agave sisalana), nochebuena (Euphorbia pulcherrima), nopal, maíz, dalia (Dahlia pinnata), anturio ,Anthurium andraeanum.

## Plantas naturalizadas
Mango (proveniente de la India), tamarindo (proveniente de la India), flamboyán (que proviene de Madagascar), jacaranda (jacaranda mimosifolia) (que proviene de Brasil), laurel de la India (Ficus nitida), palma real (Roystonea regia) (que proviene de Cuba), tulipán de la India (Spathodea campanulata) (que proviene de África), hibisco (Hibiscus rosa-sinnesis) (mal llamado tulipán en Chiapas), Áloe, Adelfa, higuerilla (Ricinus communis), plátano, narciso, orquídea, orquídea de árbol (Bauhinia variegata), begonia, begonia negra (Chrysothemis pulchella), petunia, geranio (Pelargonium inquinans), buganvilia, campánula (farolillo), nenúfar (Nymphaea ampla), lirio de san juan (Habranthus tubispathus), lirio del valle o "palenque" (Crinum cruentum), lirio africano o "poderosa Lily" (Haemanthus multiflorus), azahares (Citrus arantifolia), amarilis rojo y blanco (Hippeastrum vittatum), amarilis americano (Hippeastrum punniceaum), lirio confeti (Canna indica), lirio rosado o "scarelet beauty" (Canna generalis), rostrata (Heliconia rostrata), vinca de Madagascar (juantita o indita) (Vinca roseus) (Catharantus roseus), ave del paraíso (Strelitzia reginae), residón (Lawsonia inermis), rosa presidenta (Rosa grandiflora), rosa majestad (Rosa borboniana), penumbra (crisantemo de árbol) (Montanoa grandiflora), reunión de señoritas (Ixora finlay), trenza de indita (Episcia cupreata), cañafístula (Cassia fistola), carolina (Zinnia elegans), Clarín (Quamoclit coccinea moench), muraya (Murraya paniculata), mariposa (Hedichium coronarium), Margarita (Viguiera dentata), gusano de seda (chenille) (Acalyphia hispida), flor de cera o "shell ginger" (Alpinia nutans), flor de chocolate o "ragoon creeper" (Quisqualis indica), celosía o "flor de seda" o "cresta de gallo" (Celosia argentea), dama de noche o "Santa Teresa" o "espuelas de caballero" (Epifhyllum oxypetallum), estropajo (Luffa cilíndrica), antorcha (Phaeomeria magnifica), amanda (Thunbergia grandiflora), jazmín de Italia o "buque de novia" (Clerodendrum fragans), Ilan ilán o "jazmín real" o "jazmín español" (Jasminum grandiflorum), hawaiana o "red ginger" (Alpinia purpurata), nenas o "Miss Hong Kong"